# Balacet
Balacet ist eine französische Gemeinde mit 47 Einwohnern (Stand 1. Januar 2022) im Département Ariège in der Region Okzitanien. Sie gehört zum Kanton Couserans Ouest und zum Arrondissement Saint-Girons. 
Sie grenzt im Nordwesten an Argein (Berührungspunkt), im Norden an Salsein, im Osten an Bordes-Uchentein und im Süden und im Westen an Bonac-Irazein.

## Bevölkerungsentwicklung

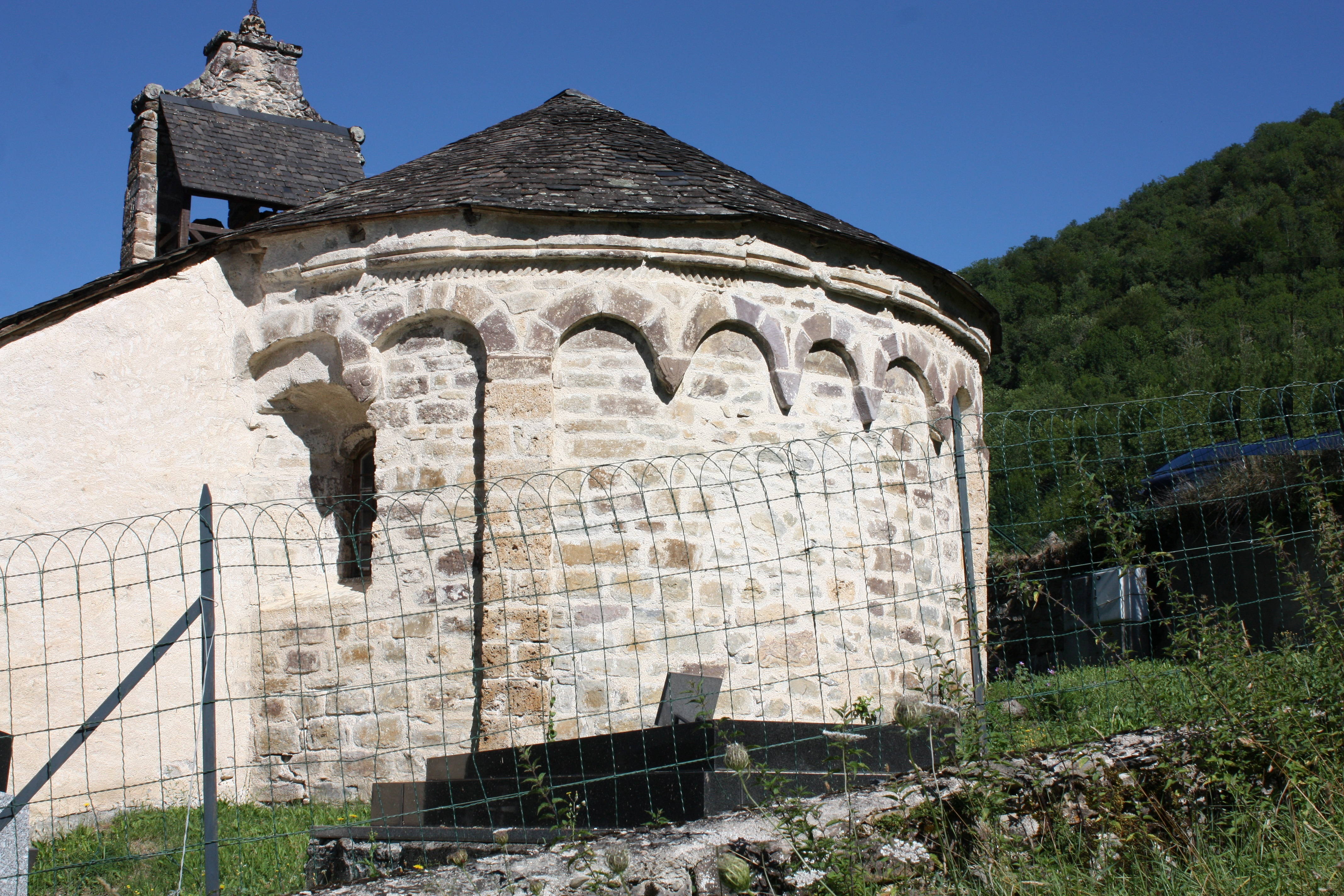
Kirche Saint-Lizier

| Jahr      | 1962 | 1968 | 1975 | 1982 | 1990 | 1999 | 2008 | 2015 | 2016 |
| --------- | ---- | ---- | ---- | ---- | ---- | ---- | ---- | ---- | ---- |
| Einwohner | 30   | 29   | 26   | 14   | 10   | 24   | 19   | 23   | 24   |